# Patiëns
Patiëns is in de taalkunde de benaming voor een thematische relatie die uitdrukt dat het betreffende zinsdeel de door middel van het werkwoord beschreven handeling ondergaat. Het patiëns onderscheidt zich van het thema doordat het niet alleen de handeling ondergaat maar hierbij ook nog aan een bepaalde verandering (bijvoorbeeld in vorm of structuur) onderhevig is. Een zin met een patiëns bevat gewoonlijk ook een agens. Een voorbeeld is de zin
- Jan eet een appel.

In deze zin is Jan het agens en een appel het patiëns.
In sommige talen zoals het Japans  wordt de functie van patiëns gemarkeerd door middel van aparte suffixen, bijvoorbeeld het suffix  |o| (in het Hiragana geschreven als  を). 
Het patiëns wordt heel vaak op één lijn getrokken met het lijdend voorwerp, waar het slechts gedeeltelijk  -in een bedrijvende zin- mee overeenkomt. Bij het lijdend voorwerp ligt de nadruk meer op de relatie met andere zinsdelen zoals het onderwerp, terwijl bij het patiëns de relatie met het werkwoord centraal staat. In de twee zinnen
- De hond bijt de man (in de bedrijvende vorm)
- De man wordt door de hond gebeten (in de lijdende vorm)

is de man in beide gevallen het patiëns. Alleen in de eerste zin is de man echter ook het lijdend voorwerp. In de tweede zin is de man het onderwerp en de hond het handelend voorwerp.
In de onpersoonlijke lijdende vorm kan het handelend voorwerp (het agens) ontbreken:
- Er worden veel appelen gegeten.

"Veel appelen" is het patiëns, maar wie de appelen verorbert, vermeldt de zin niet.